# Ocumare de la Costa
Ocumare de la Costa – miasto w Wenezueli, w stanie Aragua.